# Przytyki
Przytyki – wieś w Polsce położona w województwie lubelskim, w powiecie opolskim, w gminie Chodel.
W latach 1975–1998 miejscowość należała administracyjnie do ówczesnego województwa lubelskiego.
Wieś stanowi sołectwo w gminie Chodel. Według Narodowego Spisu Powszechnego z roku 2011 wieś liczyła 108 mieszkańców.
Wierni Kościoła rzymskokatolickiego należą do parafii Trójcy Świętej i Narodzenia Najświętszej Maryi Panny w Chodlu.

## Historia
Wieś powstała na przełomie XIX i XX wieku, odnotowana w spisie powszechnym z roku 1921, posiadała wówczas – będąc kolonią w gminie Chodel – 13 domów i 67 mieszkańców.